# مارکوتس
مارکوتس (به مجاری:  Markóc) یک منطقهٔ مسکونی در مجارستان است که در ناحیه شیه واقع شده‌است.